# Braches
Braches – miejscowość i gmina we Francji, w regionie Hauts-de-France, w departamencie Somma.
Według danych na rok 1990 gminę zamieszkiwało 185 osób, a gęstość zaludnienia wynosiła 26 osób/km² (wśród 2293 gmin Pikardii Braches plasuje się na 812. miejscu pod względem liczby ludności, natomiast pod względem powierzchni na miejscu 681.).